# Харченко Валерій Миколайович
Вале́рій Микола́йович Ха́рченко (* 3 лютого 1938, село Манченки, Харківська область, УРСР, СРСР — 26 червня 2019, Москва, Росія) — радянський і російський кінорежисер, актор, сценарист українського походження. Заслужений діяч мистецтв Росії (2002).

## Біографія
Закінчив Харківський політехнічний інститут (1960) і режисерський факультет ВДІКу (1971, майстерня С. Герасимова).
У березні 2014 року разом з рядом інших діячів науки і культури висловив свою незгоду з політикою російської влади в Криму.
Останні роки проживав в Будинку ветеранів кіно, мав злоякісну пухлину. Помер 25 червня 2019 року. Похований на Троєкуровському кладовищі в Москві.

## Сім'я
- Дружина: Бєлова Клара Сергіївна (1950—2009) — актриса театру і кіно.
  - У шлюбі двоє дітей.

## Фільмографія
Знявся в ряді епізодичних ролей у фільмах:
- «Вибух після півночі» (1969)
- «Зарубки на пам'ять» (1972)
- «Будинок для Серафима» (1973)
- «Народжена революцією» (1974) та ін.

Асистент і другий режисер:
- «Крадіжка» (1970, асистент)
- «Лаутари» (1971, другий режисер; реж. Еміль Лотяну)
- «Дзеркало» (1974, асистент; реж. А. Тарковський)

Режисер-постановник:
- «Між небом і землею» (1975, у співавт. з М. Бадікяну)
- «Фантазії Веснухіна» (1977, Одеська кіностудія; за мотивами повісті (рос.)«Дарю веснушки» А. М. Млодика)
- «Кухар і співачка» (1978, у співавт. з М. Махмудовим)
- «Бабусі надвоє сказали...» (1979, у співавт. з Ю. Клебановим)
- «Казка про казки» (1982, документальний)
- «Ранній, ранній ранок...» (1983, співавт. сценар.)
- «Документ „Р“» (1985, т/ф)
- «Минуле повернути» (1988, т/ф, у співавт. з В. Паращуком)
- «Супермент» (1990)
- «Короткий подих кохання» (1992)
- «Війну закінчено. Забудьте...» (1997)
- «Ви будете сміятися» (1999)
- «Салон краси» (2000), т/с, у співавт.)
- «Чорна кімната» (кіноальманах): «Affectus» і «Помста солодка» (2000)
- «Часи не вибирають» (2001, т/с,)
- «Листя, що летить по вітру» (інша назва «Вагончик мій далекий», 2012;, співавт. сценар. з В. Валуцьким за однойменною повістю Анатолія Приставкіна)
- «Ті, з якими я. Валерій Левенталь» (2013, документальний)
- «Свято неслухняності» (2015, у співавт.) та ін.

## Фестивалі та премії
- 1977 — Приз Фестивалю телефільмів країн Співдружності (Прага, 1977) картині «Фантазії Веснухіна» (1977, Одеська кіностудія)[2]
- 1998 — Міжнародний кінофестиваль, присвячений захисту прав людини «Сталкер» в Москві: Приз Гільдії кінорежисерів Росії картині «Війну закінчено. Забудьте...» (1997)[3]